# Olíva bőrszín
Az olíva bőrszín vagy bőrtónus (pigmentáció) a emberi bőrszín egyik változata, amelyet elsősorban a Fitzpatrick-skála szerinti III., IV. és V. bőrtípushoz kapcsolják. Jellemzője a mérsékelt vagy világosabb barnás árnyalat, amelyben sárgás, zöldes, bézs, aranyos vagy olívaszerű alapszínárnyalatok dominálnak. A színkép változatossága a különböző melaninkoncentrációk és a bőr optikai tulajdonságainak interakciójából ered.
Az olíva bőrtónusú egyének bőre korlátozott napsugárzás esetén halványodhat, azonban a világosabb árnyalatai is könnyedén és nagyon gyorsan lebarnulnak – különösen a kevésbé pigmentált (I–II. típusú) fehér bőrhöz képest –, miközben jellegzetes sárgászöldes árnyalatait megőrzik. A fenotípus széles genetikai és környezeti adaptációs variabilitást mutat, amelyet a kollagénszálak elrendeződése és a hemoglobin származékok diffúz reflexiója tovább módosít.

## Földrajzi elterjedtsége

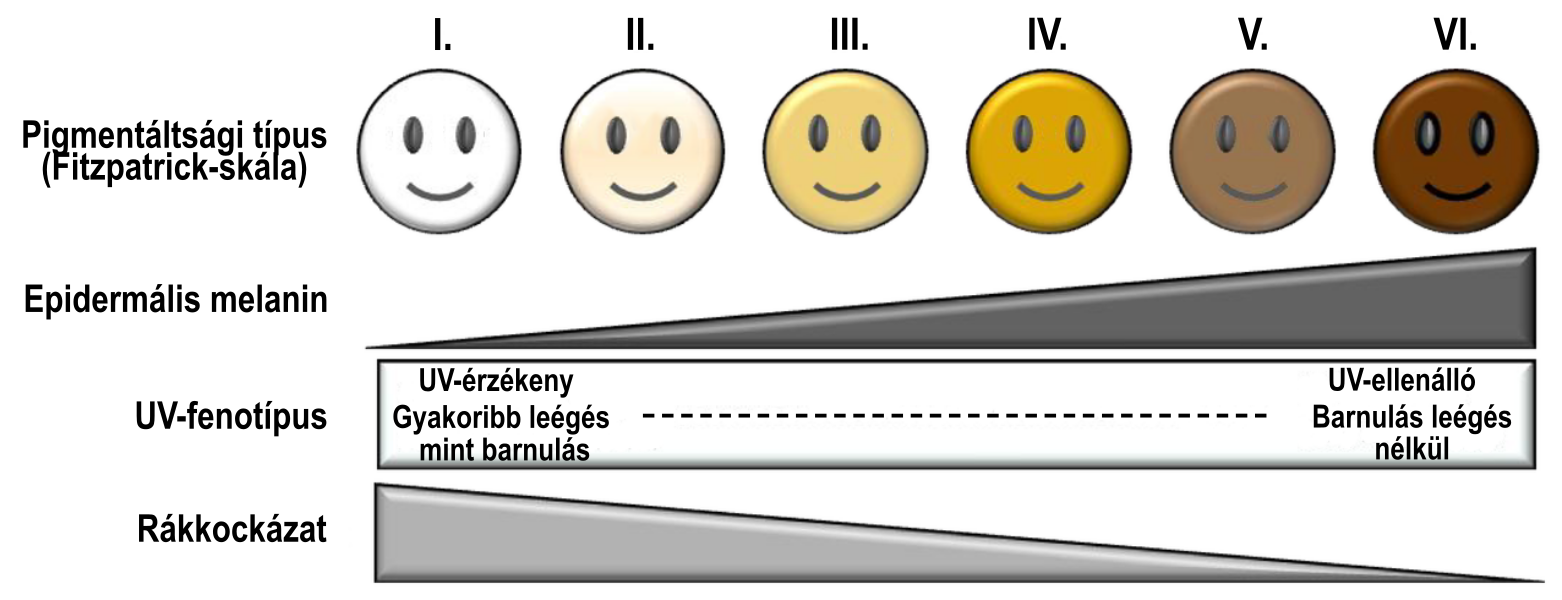
A bőrrák kockázatának mértéke a Fitzpatrick-skála szerinti bőrtípusoknál

Az olíva bőrszín a III , IV és V. típust foglalja magába az un. Fitzpatrick-féle bőrszínskálán

### III. típusú pigmentáció
Elterjedt a mediterrán régió (Dél-Európa népei, Észak-Afrika és Közel-Kelet), Nyugat-Ázsia, Amerikák egyes részei, valamint Kelet- és Közép-Ázsia populációi között. Színskálája a világos bézs (krém) árnyalataitól a sötét olívasárgáig vagy világosbarnáig terjed. Ez a bőrtípus időnként leég, de fokozatosan lebarnul, és ilyenkor mindig erősen pigmentálódik

### IV. típusú pigmentáció
Jellemző a mediterrán övezet egyes népességeinél (pl. Dél-Európa, Észak-Afrika, Nyugat-Ázsia), Dél-Ázsia, Ausztronézia, Latin-Amerika és Kelet-Ázsia területeinSzínváltozata a barnás vagy sötétebb olívas árnyalatoktól a mérsékelt barna tónusokig terjed, amelyek tipikusak a mediterrán eredetű csoportoknál  . [23].

### V. típusú pigmentáció
Előfordul Délnyugat-Ázsia[20] és Észak-Afrika egyes régióinak populációiban, valamint Latin-Amerika autochton etnikumai[3], Szubszaharai Afrika egyes területei és Dél-Ázsia népességei körében. Színskála az olívas tónusoktól a sötétbarna tónusokig terjed[20]. Ez a bőrtípus rendkívül ritkán ég le, és gyorsan pigmentálódik.